# Chara (csillárkamoszat)
A Chara a csillárkamoszatok (Charophyta) törzsébe és a Charophyceae osztályába tartozó nemzetség.

## Előfordulásuk
A Chara-fajok Közép-Európában mindenütt gyakoriak. A legtöbb, vízfenéken élő moszatoktól eltérően a homokba és az iszapba telepszenek. Testük elmeszesedik.

## Megjelenésük
Szürkészöld, sárgászöld, feltűnően merev, törékeny moszatok, melyek sűrű, víz alatti gyepeket alkotnak. A moszatok 10-30 centiméter hosszú, egyenes főtengelyükön szabályos távolságban örvös állású, rövid oldaltengelyek helyezkednek el. Ezek röviden ismét elágazhatnak. Ezenkívül minden oldaltengelyörv magasságában egy, a főtengelyhez hasonló, hosszú oldaltengely is képződhet, ezáltal a teleptest gazdagabban ágassá válik. A rövid oldaltengelyek csomóiban gömb alakú, narancsszínű anterídiumokat (antheridium), hímivarszerveket, és tojás alakú, zöld oogóniumokat (oogonium), női ivarszerveket találunk. Színtelen, rostos szálakkal tapadnak a homokos, iszapos aljzathoz.

## Életmódjuk
Mészben gazdag, tiszta vizű, lassan folyó patakokban, árkokban, mocsarakban, tavakban élnek.

## Rendszerezés
A lista nem teljes:
- Chara braunii
- Chara canescens
- Chara connivens
- Chara contraria
- Chara corallina
- Chara elegans
- Chara excelsa
- Chara fibrosa
- Chara formosa
- Chara fragilis
- Chara globularis
- Chara hispida
- Chara hornemannii
- Chara intermedia
- Chara nataklys
- Chara sejuncta
- Chara virgata
- Chara vulgaris
- Chara zeylanica